# توبیاس وندل
توبیاس وندل (آلمانی: Tobias Wendl؛ زادهٔ ۱۶ ژوئن ۱۹۸۷) لژسوار اهل آلمان است.
وی در مسابقات کشوری و بین‌المللی در مجموع برندهٔ ۱۷ مدال طلا، ۱۰ مدال نقره، ۲ مدال برنز شده‌است.